# Горњи Милановац
Горњи Милановац је градско насеље у Србији и седиште истоимене општине у Моравичком управном округу. Према попису из 2022. било је 23.109 становника. Налази се у југозападном делу Шумадије.
До 1859. град је носио име Деспотовица, по истоименој реци која протиче кроз град. Граду је по налогу кнеза Милоша Обреновића указом од 3. априла 1859. име промењено у Горњи Милановац, добивши име по полубрату кнеза Милоша, војводи Милану.

## Географске одлике

### Положај
Територија Горњег Милановца налази се у централном делу Србије и смештена је у југозападном пределу Шумадије. Град је смештен између планине Рудник (1.132 м) на северу и планине Вујан (856 м) на југу. Горњи Милановац захвата котлину око реке Деспотовице, која извире испод Рудника и тече ка југу. Код села Мајдан се завршава њен горњи ток, а почиње средњи ток у Горњомилановачкој котлини, који има све карактеристике равничарске реке. Милановац се у првих сто година након оснивања развијао на десној страни Деспотовице, али се у другој половини 20. века проширио и на леву обалу Деспотовице.
Град је већим делом смештен дуж западне стране европског пута Е763, тј. државног пута IБ реда 22 између Љига и Чачка. Општина Горњи Милановац налази се на додиру западне Србије, Груже и Поморавља у југозападном делу Шумадије. Захвата простор подгорина планина Рудника, Сувобора и Маљена. Територија општине Горњи Милановац са севера се граничи подручјима општина Љиг и Аранђеловац, са североистока и истока подручјима општина Топола и Крагујевац, са југоистока и југа подручјима општина Кнић и Чачак и са запада и северозапад подручјима општина Пожега и Мионица. Налази се 120 km јужно од Београда, ка југу најближи град је Чачак на удаљености од 22 km, а на истоку то је Крагујевац на 44 km.

### Клима
Клима је умереноконтинентална, али врло хладна. Најхладнији месец је јануар, са просечном дневном температуром од -1,7 °C, а најтоплији јул са 22,3 °C. Просечна годишња количина падавина је око 800 милиметара.
Умерено хумидна клима карактеристична је за делове Мајдана и Рудника који се налазе ближе врховима Рудника и у већем делу подручја Сувобора и Рајца. Најблажа, субхумидна клима је заступљена у делу Трудеља, Драгоља и Брђана.Благо хумидну климу имају остали делови територије. Од подручја Рудника хладније је подручје Сувобора, који је изложен северозападним струјањима ваздуха.

## Историја

### Оснивање града
Горњи Милановац је основан 1853. смештен у долини реке Деспотовице и један је од најмлађих градова Србије. Место на коме је град почео да се развија звало се Дивље поље. Поље је припадало селу Брусница, које је за време турске владавине било седиште турских бегова. Крајем 1850. за окружног начелника Рудничког округа долази Младен М. Жујовић који одмах увиђа све непогодности Бруснице као насеља, а посебно као административно-политичког центра, и чини све напоре да се насеље измести на погодније место. Једног јесењег дана 1851, Жујовић и Гаја Ризнић, члан суда, излазе у Дивље поље, како би видели да ли је могуће тамо изместити насеље; очарани лепим јесењим даном, чистим и свежим ваздухом, долином кроз коју протиче река и погледом на Рудник и Вујан, Гаја предлаже Жујовићу да се ту премести варошица. Жујовић то прихвата, а касније, по сагласности Брусничана, он од државних власти тражи дозволу за премештај насеља.
Уочи Ђурђевдана, 22. априла 1852, у Дивље поље долази комисија из Београда. Председник комисије за одређивање локације на Дивљем пољу био је Тривун Новаковић, зет Јакова Обреновића, једно време и начелник Рудничке нахије (мада други извори наводе да је председник комисије био Стеван Книћанин).
Указом кнеза Александра Карађорђевића, потписаним 19. јануара 1853. године, почиње изградња новог насеља, које по реци добија име Деспотовица, да би му коначно име Милановац посебним указом дао кнез Милош Обреновић 1859, у спомен свог старијег брата — војводе Милана Обреновића.
После краћег времена, 1852. године из Београда долази бечки инжењер Камник, који прави план за град и са сарадницима читаво лето размерава улице и парцеле. Тиме Горњи Милановац постаје први град у Србији чији је потпуни план града направљен пре његове изградње, са улицама које се укрштају под правим углом. Наредне године се одржава лицитација за подизање великог здања за окружно начелство, суд, пошту и друге установе. Инжењер Шулц, Немац из Панчева, добија посао на лицитацији, а зграда коју је саградио данас је споменик културе (у народу позната као Стари суд). Ко год је хтео да се насели у месту, добио је плац бесплатно, па се до 1856. године (када је већ све пресељено из Бруснице) у Деспотовици гради више од 100 кућа за нове становнике — чиновнике, трговце и занатлије.
Црква Св. Тројице је грађена упоредо са градом, а завршена је 1862. године. Иако је подигнута средином 19. века тек је 2021. године почело осликавање унутрашњости цркве. Иначе Град је саграђен као престоница Другог српског устанка (Таково је удаљено 10 km од центра града).

### Прва половинавека
На почетку Првог светског рата, у Горњем Милановцу, у згради Окружног начелства, био је штаб и команда Прве армије генерала Живојина Мишића, у којем је разрађена стратегија за Колубарско-сувоборску битку, а потом место одакле се командовало операцијама.
Горњи Милановац је био под аустроугарском окупацијом од 1915. до 1918. године. Железничка пруга уског колосека Чачак — Горњи Милановац — Лајковац, с чијом изградњом се почело 1912, порушена је приликом повлачења окупатора 1918. године, али је убрзо обновљена и 1922. отворена за саобраћај. Значајан догађај за варошицу било је и увођење електричне расвете и нисконапонске мреже 1921. године, што је омогућило отварање фабрике бомбоне, чоколаде и других слаткиша Рудник 1922, док је 1923. почела са радом електрична централа на угаљ. Иако је 1937. отворена и фабрика бомбоне и ратлука Шумадија, град се, због изгубљеног радно способног становништва у претходним ратовима и лоших саобраћајних веза, у међуратном периоду веома споро развијао. Стара зграда поште, подигнута у време кнеза Милоша, која је преживела све земљотресе, срушена је 1938. ради грађења нове. Дом дечјег хранилишта је освећен 21. новембра 1939.
У Другом светском рату Горњи Милановац је први пут ослобођен 29. септембра 1941. године, заједничком акцијом четника и партизана. Убрзо је поново окупиран: трећи батаљон 749. немачког пешадијског пука успео је да се пробије до града у 18.15 часова 15. октобра 1941, када је 90% кућа и зграда у граду попаљено, а из града узето 40 талаца, од којих су 32 стрељана у Крагујевцу. Горњи Милановац је, после дванаесточасовне борбе 17. септембра 1944, ослободила 17. народноослободилачка ударна дивизија.

### Важне године и датуми
- 1853 — оснивање насеља
- 1857 — отворена прва (мушка) основна школа, премештена из Бруснице
- 1858 — отворена женска основна школа, у приватној кући
- 1859 — промена имена у Горњи Милановац
- 1862 — према попису, насеље броји 775 становника
- 1879 — отвара се дворазредна гимназија (гимназијска реалка)
- 1885 — граде се павиљони за смештај делова Десетог пешадијског пука
- 1887 — према попису, насеље броји 1.333 становника
- 1890 — у граду почиње да ради прва штампарија
- 1892 — оснива се окружна болница
- 1900 — према попису, насеље броји 2.836 становника
- 1912 — почетак изградње пруге уског колосека
- 1914 — у Горњем Милановцу се налази штаб војводе Живојина Мишића током Колубарске битке
- 1921 — појава прве електричне расвете и нисконапонске мреже[17]
- 1922 — почиње са радом пруга уског колосека
- 1922 — оснива се прва фабрика у граду: фабрика бомбоне, чоколаде и других слаткиша Рудник
- 1923 — електрична централа на угаљ
- 1927 — први рендген апарат набавља др Радосав Катанић
- 1928 — почиње да ради биоскоп
- 1937 — оснива се фабрика бомбоне и ратлука Шумадија
- 1941 — партизани и четници у заједничкој акцији заробљавају први немачки тенк у селу Неваде
- 1941 — у октобру Немци спаљују град до темеља
- 1945 — град је ослобођен и почиње његов развој

### Администрација
Председници општине Горњи Милановац:
| Мандат | Мандат | Председник општине                  | Странка                       |
| 1960   | 1963   | Милојко Вељовић                     |                               |
| 1963   | 1965   | Боривоје Недељковић                 |                               |
| 1965   | 1967   | Слободан Станојевић                 |                               |
| 1967   | 1968   | Драгољуб Драган Павловић            |                               |
| 1969   | 1974   | Живојин Симовић                     |                               |
| 1974   | 1982   | Станимир Јовановић                  |                               |
| 1982   | 1984   | Душан Папић                         |                               |
| 1984   | 1986   | Јован Томовић                       |                               |
| 1986   | 1989   | Тодор Поповић                       |                               |
| 1989   | 1989   | Зоран Јаковљевић                    |                               |
| 1989   | 1992   | Пантелија Гачић                     | Социјалистичка партија Србије |
| 1992   | 1992   | Зоран Јаковљевић (вршилац дужности) |                               |
| 1992   | 2000   | Дражимир Марушић                    | Социјалистичка партија Србије |
| 2000   | 2000   | Александар Правдић                  | Демократска странка Србије    |
| 2000   | 2004   | Милутин М. Продановић               | Демократска странка Србије    |
| 2004   | 2004   | Владимир Симовић                    | Демократска странка Србије    |
| 2004   | 2010   | Дражимир Марушић                    | Социјалистичка партија Србије |
| 2010   | 2016   | Милисав Мирковић                    | Социјалистичка партија Србије |
| 2016   |        | Дејан Ковачевић                     | Српска Напредна Странка       |

## Култура

### Споменици културе
Споменици културе од великог значаја у самом насељу су:
- Црква Свете Tројице у Горњем Милановцу, СК 380 (Трг кнеза Михаила)
- Зграда Окружног начелства у Горњем Милановцу, СК 389 (Трг кнеза Михаила)
- Кућа народног хероја Драгана Јевтића, СК 490 (Карађорђева улица)
- Кућа породице Ђорђевић у Горњем Милановцу, СК 520 (Рајићева 21)

Детаљан списак свих споменика можете наћи у посебном чланку.

### Библиотека
Библиотека „Браћа Настасијевић“ постоји још од 1857, када је основана под називом Читалиште вароши Деспотовица (ранији назив града), а данашњи назив је добила 2000, по чувеној породици Настасијевић. Налази се у згради Старог суда на Тргу кнеза Михаила. Године 1966. постала је део Радничког универзитета, а од 1970. део Културног центра. Самостална установа је постала 1995. Библиотека има фонд од преко 100.000 књига, у свом саставу има и књижару, а бави се и издавачком делатношћу.
Библиотека у свом саставу има четири издвојена одељења: у Враћевшници, Прањанима, Брђанима и на Руднику. Рудничко одељење је најстарије, настало 1921. као Народна књижница и читаоница. Од 1970-их је смештено у Дому културе и има фонд од преко 10.000 књига. Године 1970. настала су издвојена одељења у Враћевшници и Прањанима. Одељење у Враћевшници има око 6.500 књига, док прањанско има око 5.000 књига. У Брђанима је издвојено одељење отворено 19. априла 2005, а има преко 3.000 књига.

### Међународни бијенале уметности минијатуре
Сваке друге године се одржава „Међународни бијенале уметности минијатуре“, на коме излажу уметници из читавог света. Једини услов да би дело, које мора бити оригинално, могло да буде узето у разматрање од стране жирија је да може да се смести у коцку странице 10 cm и да је настало у последње две године у односу на годину одржавања бијенала. 2010. је одржан јубиларни 10. бијенале минијатуре.

### Музеји и галерије
У граду постоји Музеј рудничко-таковског краја, Модерна галерија Културног центра у згради Старог суда, Ликовна галерија Културног центра отворена 2008, као и Установа за културу при Скупштини општине - Културни центар Горњи Милановац, основана 1970. године. Културни центар од 2023. године носи назив по познатом глумцу Мији Алексићу.

### Рок музика
У Горњем Милановцу је осамдесетих и деведесетих година XX века била активна рок-сцена, која је изродила једну од најпознатијих српских група деведесетих, Бјесове, а Милановчанин Предраг Дрчелић Скаки је био предводник панк-рок групе Трула коалиција. Познате групе тог времена биле су и: Ан фас, GM Undergrounders, Скарлет и Чудна Шума.
Почетком двехиљадитих најпознатија рок група и даље су Бјесови, а ту су и Плишани малишан, Soulcage, Morbid Cow, Страх од Џеки Чена, Коалициони споразум, Parnassus и други.

### Фолклор и позориште
Од 1987. године у Горњем Милановцу ради Фолклорни ансамбл „Типопластика“, док је Културно-уметничко друштво „Шумадија“ формирано 2006. године и данас има више од 600 чланова. У граду ради врло успешна аматерска позоришна трупа под називом „Милановачко позориште”, овенчана бројним фестивалским наградама, а поводом дана општине се одржава позоришни фестивал „Таковске цвети”.

### Остало
Занимљиво је да у граду не постоји биоскоп, иако Културни центар пушта пројекције одређених филмова у сали Дома културе, а једина биоскопска зграда је срушена 2009. године, иако је према мишљењу Завода за заштиту споменика културе била архитектонски значајна. Нови Дом културе је почео са радом 2016. године.
Горњи Милановац је други град у Србији који је 1999. године издао своју „Мултимедијалну монографију општине Горњи Милановац“, одмах после Београда, захваљујући Александеру Крсмановићу, а која може да се нађе у Народној библиотеци Србије.

## Привреда
Један од првих значајнијих помака је почетак рада прве штампарије 1890, чиме се развила издавачка делатност и појавили се листови као што су „Таково“, „Рудничанин“, „Рудничка самоуправа“, „Школска самоуправа“, „Народна реч“ итд. Милановац је почетком 20. века привредно стагнирао, највише због недостатка одговарајућих саобраћајница до осталих градова. Након Првог светског рата, у којем је изгубљен велики део радно способног становништва, завршетком пруге 1922. која је град спојила са Чачком и Београдом оживљава привреда града, поновним развојем занатства и трговине. Исте 1922. основана је прва фабрика у Милановцу, а то је била фабрика бомбоне, чоколаде и других слаткиша „Рудник“, а 1937. је основана и друга фабрика бомбоне и ратлука „Шумадија“, и обе су функционисале до спаљивања града 1941. године. Изградња фабрика није имала неки већи утицај на привреду овог краја, пошто се и даље 90% становништва бавило пољопривредом.

### Убрзани развој
У бившој СФРЈ Горњи Милановац се посебно развијао после рата и био је један од најразвијенијих индустријских центара. Развиле су се две добро лоциране индустријске зоне, једна се налази јужно од града, а друга на самом улазу у град од Београда, на југоисточној страни. У њима се налазе познате фабрике: ПИК Таково, Металац, Модна конфекција Рудник, ФАД, Звезда-Хелиос, Типопластика и др.

### Привреда почетком 21. века
Према подацима из 2021. године, које доноси Међуопштински историјски архив у Чачку, неколико гиганата из Горњег Милановца је пропало или су дочекали 21. век у стечају или надомак њега. Ипак, већина фирми је успела да преброди ратне деведесете године и послују и данас.
Дечје новине, једна од највећих издавачких кућа у бившој СФРЈ, са избијањем рата 90-их и распадом државе, у потпуности су пропале. Главни узроци пропасти су смањење тржишта, хиперинфлација и несавесно вођење фирме. Стечајна агонија Дечјих новина је трајала све до почетка 21. века, када је распродата преостала имовина да би се намирили бројни повериоци, а угашене су 2001. године.
Некадашње велико грађевинско предузеће ГРО Градитељ, основано још 1959, које је деценијама градило станове, хале и др., се због слабог пословања и након куповине од стране Еуротренд инжењеринг, преоријентисало се на изградњу путне инфраструктуре.
Метал Секо је купљен од стране Авала Металпромета, коју је после преузела компанија Меркур, а од 2009. носи назив Мерстил Профајл.
ПИК Таково, основан још 1947. и некада један од највећих произвођача хране и пића, је током 90-их услед санкција и ограничења тржишта упао у велике проблеме. Почетком 21. века компанија је успела да се делимично поврати и избегне стечај, а 2004. ПИК Таково је на тендерској продаји купљено од стране Свислајона, тако да данас ради под именом Свислајон Таково.
Компанија Металац, која се након оснивања 1959. бавила лимаријом и браваријом и убрзо прешла на производњу емајлираног посуђа, данас је израсла у једну од најуспешнијих компанија Србији са 14 предузећа у свом саставу. За разлику од других компанија у периоду 90-их, Металац је у том најтежем периоду извршио велику реорганизацију и модернизацију фабрике, а Металац је из свега изашао као приватно предузеће у власништву акционара, док је 2006. постао холдинг организација. У систему Металца данас раде и некада независне Милановачке компаније, Сигма, Пролетер и ФАД.
Нека од најпознатијих предузећа Горњег Милановца су: „9. септембар“, „Mersteel“, „АД Рудник“, „Звезда-Хелиос“, „Металац“, „Тетра Пак“, „Papir Print“, „Swisslion-Takovo“, „Спектар“, „Типопластика“, „Flint Group Balkan“, „ФАД“, „Интерплет градња“, „Фока“ и „S-Group“.

## Знамените личности
Добрица Ерић, српски песник

## Образовање
Град има четири основне школе, три средње школе (гимназија, техничка и економска) и три вртића.
Основне школе:
- ОШ „Десанка Максимовић” Горњи Милановац
- ОШ „Краљ Александар I” Горњи Милановац
- ОШ „Момчило Настасијевић” Горњи Милановац
- ОШ „Свети Сава” Горњи Милановац

Средње школе:
- Гимназија „Таковски устанак“
- Техничка школа „Јован Жујовић“
- Економско-трговачка школа „Књаз Милош“

Најстарија средња школа у граду је Гимназија „Таковски устанак“, основана 1879, Техничка школа „Јован Жујовић“ је основана 15. маја 1961, док је најмлађа Економско-трговачка школа „Књаз Милош“, која је основана 1. јуна 1990. године.

## Градови побратими
Горњи Милановац се побратимио са градовима:
- Битољ, Северна Македонија
- Благоевград, Бугарска
- Браила, Румунија
- Будва, Црна Гора
- Бурса, Турска
- Власеница, Српска, БиХ
- Гмунден, Аустрија
- Едеса, Грчка
- Зрењанин, Србија
- Кавадарци, Северна Македонија
- Камник, Словенија
- Кањижа, Србија
- Котор, Црна Гора
- Кула, Србија
- Мушеен, Норвешка
- Новогард, Пољска
- Плевен, Бугарска
- Пловдив, Бугарска
- Пожега, Хрватска
- Сежана, Словенија
- Словењ Градец, Словенија
- Старо Нагоричане, Северна Македонија
- Струмица, Северна Македонија
- Травник, ФБиХ, БиХ
- Требиње, Српска, БиХ[39]
- Херашти, Румунија

## Демографија
У  Горњем Милановцу живи 18.778 пунолетних становника, а просечна старост становништва износи 42,95 година (41,16 код мушкараца и 44,62 код жена). У односу на попис из 2011. године просечна старост је повећана за 6,15 година (5,26 код мушкараца и 7,02 код жена).
Након константног раста броја становника ово је први попис на коме је забележен пад становништва. Узимајући у обзир да се старост становништва значајно увећала може се претпоставити да ће се овај број у будућности само смањивати.
Према попису из 2011. године у насељу има 7.786 домаћинстава, а просечан број чланова по домаћинству је 3,08.
Ово насеље је великим делом насељено Србима.
| Број становника града‍ | Број становника града‍ | Број становника града‍ | Број становника града‍ | Број становника града‍ |
| --------------------- | --------------------- | --------------------- | --------------------- | --------------------- |
|                       |                       |                       |                       |                       |
| 1862                  | 1862                  |                       | 775                   | 3%                    |
| 1865                  | 1865                  |                       | 876                   | 3%                    |
| 1887                  | 1887                  |                       | 1.333                 | 5%                    |
| 1900                  | 1900                  |                       | 2.836                 | 12%                   |
| 1948                  | 1948                  |                       | 2.697                 | 11%                   |
| 1953                  | 1953                  |                       | 3.402                 | 14%                   |
| 1961                  | 1961                  |                       | 4.492                 | 18%                   |
| 1971                  | 1971                  |                       | 10.972                | 45%                   |
| 1981                  | 1981                  |                       | 17.791                | 73%                   |
| 1991                  | 1991                  |                       | 22.070                | 91%                   |
| 2002                  | 2002                  |                       | 23.982                | 99%                   |
| 2011                  | 2011                  |                       | 24.216                | 100%                  |
| 2022                  | 2022                  |                       | 23.109                | 95%                   |

| Етнички састав града (2022)‍ | Етнички састав града (2022)‍ | Етнички састав града (2022)‍ | Етнички састав града (2022)‍ | Етнички састав града (2022)‍ |
| --------------------------- | --------------------------- | --------------------------- | --------------------------- | --------------------------- |
|                             |                             |                             |                             |                             |
| Срби                        | Срби                        |                             | 22.070                      | 95,504%                     |
| Непознато                   | Непознато                   |                             | 558                         | 2,415%                      |
| Неизјашњени                 | Неизјашњени                 |                             | 226                         | 0,978%                      |
| Роми                        | Роми                        |                             | 73                          | 0,316%                      |
| Југословени                 | Југословени                 |                             | 37                          | 0,160%                      |
| Црногорци                   | Црногорци                   |                             | 32                          | 0,138%                      |
| Македонци                   | Македонци                   |                             | 23                          | 0,100%                      |
| Остали                      | Остали                      |                             | 22                          | 0,095%                      |
| Хрвати                      | Хрвати                      |                             | 16                          | 0,069%                      |
| Горанци                     | Горанци                     |                             | 9                           | 0,039%                      |
| Мађари                      | Мађари                      |                             | 7                           | 0,030%                      |
| Регионална припадност       | Регионална припадност       |                             | 6                           | 0,026%                      |
| Муслимани                   | Муслимани                   |                             | 5                           | 0,022%                      |
| Украјинци                   | Украјинци                   |                             | 5                           | 0,022%                      |
| Бошњаци                     | Бошњаци                     |                             | 4                           | 0,017%                      |
| Руси                        | Руси                        |                             | 4                           | 0,017%                      |
| Словенци                    | Словенци                    |                             | 3                           | 0,013%                      |
| Албанци                     | Албанци                     |                             | 2                           | 0,009%                      |
| Бугари                      | Бугари                      |                             | 2                           | 0,009%                      |
| Немци                       | Немци                       |                             | 2                           | 0,009%                      |
| Власи                       | Власи                       |                             | 1                           | 0,004%                      |
| Русини                      | Русини                      |                             | 1                           | 0,004%                      |
| Словаци                     | Словаци                     |                             | 1                           | 0,004%                      |

| Верски састав општине (2011)‍ | Верски састав општине (2011)‍ | Верски састав општине (2011)‍ | Верски састав општине (2011)‍ | Верски састав општине (2011)‍ |
| ---------------------------- | ---------------------------- | ---------------------------- | ---------------------------- | ---------------------------- |
|                              |                              |                              |                              |                              |
| Православни                  | Православни                  |                              | 43.179                       | 97,24%                       |
| Неисказани                   | Неисказани                   |                              | 347                          | 0,78%                        |
| Непознати                    | Непознати                    |                              | 217                          | 0,49%                        |
| Нерелигиозни                 | Нерелигиозни                 |                              | 109                          | 0,24%                        |
| Католици                     | Католици                     |                              | 65                           | 0,15%                        |
| Муслимани                    | Муслимани                    |                              | 53                           | 0,12%                        |
| Остали                       | Остали                       |                              | 31                           | 0,07%                        |

| \| 2022 \| 2022 \| 2022 \| 2022 \| 2022 \| \| -------- \| ----- \| ---- \| ---- \| ----- \| \| \| м \| \| \| ж \| \| 85+ \| 103 \| \| \| 197 \| \| 80—84 \| 203 \| \| \| 269 \| \| 75—79 \| 305 \| \| \| 430 \| \| 70—74 \| 649 \| \| \| 828 \| \| 65—69 \| 803 \| \| \| 1.032 \| \| 60—64 \| 683 \| \| \| 932 \| \| 55—59 \| 666 \| \| \| 805 \| \| 50—54 \| 714 \| \| \| 850 \| \| 45—49 \| 844 \| \| \| 863 \| \| 40—44 \| 961 \| \| \| 908 \| \| 35—39 \| 820 \| \| \| 886 \| \| 30—34 \| 699 \| \| \| 653 \| \| 25—29 \| 585 \| \| \| 569 \| \| 20—24 \| 552 \| \| \| 522 \| \| 15—19 \| 628 \| \| \| 557 \| \| 10—14 \| 605 \| \| \| 597 \| \| 5—9 \| 662 \| \| \| 552 \| \| 0—4 \| 621 \| \| \| 556 \| \| Просек : \| 41,16 \| \| \| 44,62 \| |       |  |  |       |
| 2022 |       |  |  |       |
| | м     |  |  | ж     |
| 85+ | 103   |  |  | 197   |
| 80—84 | 203   |  |  | 269   |
| 75—79 | 305   |  |  | 430   |
| 70—74 | 649   |  |  | 828   |
| 65—69 | 803   |  |  | 1.032 |
| 60—64 | 683   |  |  | 932   |
| 55—59 | 666   |  |  | 805   |
| 50—54 | 714   |  |  | 850   |
| 45—49 | 844   |  |  | 863   |
| 40—44 | 961   |  |  | 908   |
| 35—39 | 820   |  |  | 886   |
| 30—34 | 699   |  |  | 653   |
| 25—29 | 585   |  |  | 569   |
| 20—24 | 552   |  |  | 522   |
| 15—19 | 628   |  |  | 557   |
| 10—14 | 605   |  |  | 597   |
| 5—9 | 662   |  |  | 552   |
| 0—4 | 621   |  |  | 556   |
| Просек : | 41,16 |  |  | 44,62 |

| Година пописа     | 1948. | 1953. | 1961. | 1971. | 1981. | 1991. | 2002. |
| ----------------- | ----- | ----- | ----- | ----- | ----- | ----- | ----- |
| Број домаћинстава | 956   | 1.143 | 1.617 | 3.804 | 5.896 | 7.103 | 7.786 |

| Број чланова      | 1     | 2     | 3     | 4     | 5   | 6   | 7  | 8  | 9 | 10 и више | Просек |
| ----------------- | ----- | ----- | ----- | ----- | --- | --- | -- | -- | - | --------- | ------ |
| Број домаћинстава | 1.192 | 1.652 | 1.705 | 2.287 | 623 | 239 | 58 | 17 | 6 | 7         | 3,08   |

| Пол    | Укупно | Неожењен/Неудата | Ожењен/Удата | Удовац/Удовица | Разведен/Разведена | Непознато |
| ------ | ------ | ---------------- | ------------ | -------------- | ------------------ | --------- |
| Мушки  | 9.593  | 3.019            | 6.075        | 247            | 218                | 34        |
| Женски | 10.397 | 2.450            | 6.194        | 1.163          | 567                | 23        |
| УКУПНО | 19.990 | 5.469            | 12.269       | 1.410          | 785                | 57        |

| Пол    | Укупно                    | Пољопривреда, лов и шумарство | Рибарство                            | Вађење руде и камена | Прерађивачка индустрија       |
| ------ | ------------------------- | ----------------------------- | ------------------------------------ | -------------------- | ----------------------------- |
| Мушки  | 5.184                     | 110                           | 0                                    | 65                   | 2.442                         |
| Женски | 5.089                     | 56                            | 0                                    | 23                   | 2.775                         |
| Укупно | 10.273                    | 166                           | 0                                    | 88                   | 5.217                         |
|        |                           |                               |                                      |                      |                               |
| Пол    | Производња и снабдевање   | Грађевинарство                | Трговина                             | Хотели и ресторани   | Саобраћај, складиштење и везе |
| Мушки  | 140                       | 243                           | 597                                  | 137                  | 419                           |
| Женски | 26                        | 30                            | 639                                  | 176                  | 105                           |
| Укупно | 166                       | 273                           | 1.236                                | 313                  | 524                           |
|        |                           |                               |                                      |                      |                               |
| Пол    | Финансијско посредовање   | Некретнине                    | Државна управа и одбрана             | Образовање           | Здравствени и социјални рад   |
| Мушки  | 28                        | 205                           | 237                                  | 229                  | 139                           |
| Женски | 60                        | 108                           | 174                                  | 323                  | 448                           |
| Укупно | 88                        | 313                           | 411                                  | 552                  | 587                           |
|        |                           |                               |                                      |                      |                               |
| Пол    | Остале услужне активности | Приватна домаћинства          | Екстериторијалне организације и тела | Непознато            | Непознато                     |
| Мушки  | 86                        | 0                             | 0                                    | 107                  | 107                           |
| Женски | 75                        | 1                             | 0                                    | 70                   | 70                            |
| Укупно | 161                       | 1                             | 0                                    | 177                  | 177                           |

## Туризам
Овај шумадијски крај пун је историјских места: Таково, спомен-парк Брдо мира, етно-куће на Руднику и у Коштунићима, музеји. На брду насупрот града, поред Ибарске магистрале, налази се чувена Норвешка кућа (раније Кућа југословенско-норвешког, а сада српско-норвешког пријатељства).
У селу Враћевшница се налази чувени истоимени манастир.
У селу Горња Црнућа налази се конак кнеза Милоша Обреновића из којег је владао Србијом од Другог српског устанка до 1818. године, када је престоница пресељена у Крагујевац.
Излетничка места су Таково, Савинац, Рудник и Ждребан.
Крајем августа се у граду одржава Милановачки котлић, такмичење у кувању рибље чорбе. Свакако куриозитет, с обзиром да се у Деспотовици не може уловити ни риба тежа од 100 грама...

## Спорт
У Горњем Милановцу постоји преко 40 спортских клубова. У граду тренутно постоје два стадиона, стадион СД Таково и стадион ФК Металац, четири школске сале и спортска хала „Бреза“ чија је изградња завршена 2008. године. Хала Бреза има капацитет од 1.500 седећих места, а површина хале је 3.500 m². Комплекс градских базена „23. април” има два отворена базена, а 2024. је добио и новоизграђени затворени базен.
Два главна фудбалска клуба у граду су ФК Таково који је члан Спортског друштва Таково, а основан је 1911. године и тренутно се такмичи у Српској лиги Запад (3. ранг) и ФК Металац који је основан 1961. године и такође се такмичи у Српској лиги Запад. У граду функционише још неколико фудбалских клубова, који се такмиче у окружном и општинском рангу такмичења. КМФ Металац-Колорадо се такмичи у Првој футсал лиги Србије.
ОК Таково је основан 12. јануара 1976. и у свом саставу има мушку и женску сениорску екипу: ОК Металац-Таково (сениори) игра у Суперлиги Србије, док ОК Таково-Звезда Хелиос (сениорке) игра у Првој лиги Србије.
ЖРК Металац АД је основан 1961. године и тренутно се такмичи у Првој рукометној лиги Запад (3. рангу), а претходни назив клуба до 2005. је био Типопластика и под тим именом је остварен највећи успех, пласман у Суперлигу. Раније је у граду постојао и Мушки рукометни клуб Типопластика, који се већином такмичио у другом и трећем рангу такмичења, али је угашен половином 2000-их. 2012. је основан нови мушки рукометни клуб под именом РК Омладинац, што је било име првог рукометног клуба у граду из 1959. Омладинац се тренутно такмичи у Првој лиги Запад (3. рангу).
АК Таково је једини атлетски клуб у граду, а за своје потребе користи стадион СД Таково. Чланови атлетског клуба су освајали велики број медаља на домаћим и међународним такмичењима, имао је бројне репрезентативце, а 50-их година 20. века се такмичио у Првој лиги Југославије.
ОКК Таково је основан 15. јануара 1972., једно време није имао сениорски тим и радио је само са млађим селекцијама, а сениорски тим је обновљен 2024. и такмичи се у Другој регионалног лиги Запад. Највећи успеси кошаркашког клуба су играње у Другој савезној лиги Југославије почетком 1980-их, неколико победа против прволигашких екипа у Купу, као и више медаља њених чланова са европских и светских првенстава за млађе категорије. Од 1971. у Милановцу функционише Карате клуб Таково, који је један од најстаријих клубова у Србији и члан је Карате федерације Србије.
Куглашки клуб Металац је стандардан члан Суперлиге Србије. Клуб је неколико пута завршавао као вицепрвак Србије, а освајао је и Куп Србије. Стрељачко друштво Драган Јевтић Шкепо спада у најтрофејније српске стрељачке дружине.

## Галерија
- Кнез Михаилов трг.
- Православна црква у Горњем Милановцу.
- Стара кућа породице Илић (1930) у Карађорђевој 35.
- Зграда Скупштине општине Горњи Милановац
- Споменик интернирцима страдалим у Норвешкој на Брду мира, дело Ж. Максимовића.
- Музеј Рудничко-таковског краја.
- Чесма у градском парку, аутор: Небојша Савовић Нес.
- Градски парк.
- Улица Војводе Милана Обреновића код Гимназије.
- Општа болница.
- Зграда СО Г. Милановац 2009.
- Улица Тихомира Матијевића: кућа Пејовић, Ауто-мото Друштво, кула Дечјих Новина, хотел Шумадија
- Горњи Милановац у фебруару 2012.
- Поглед на Горњи Милановац прекривен снегом 2022.
- Зграда Поште и кула Дечјих новина у позадини
- Зграда некадашњег хотела Шумадија, највиша зграда у граду.
- Поглед са хотела
- Дом културе
- Улица Вука Караџића
- Центар града